# スペシャル・デリバリー・ジョーンズ
スペシャル・デリバリー・ジョーンズ（Special Delivery Jones、本名：Conrad Efraim、1945年3月30日 - 2008年10月26日）は、アフリカ系アメリカ人のプロレスラー。西インド諸島アンティグア島生まれ、アメリカ合衆国ニューヨーク州ニューヨークシティ育ち。
S・D・ジョーンズ（S.D. Jones）の略称で知られる。「スペシャル・デリバリー」とは速達郵便の意味であり、その異名通りのスピーディーなファイトスタイルが身上。1970年代後半から1990年代初頭にかけて、地元ニューヨークのWWWF / WWFを主戦場に、MSG定期戦の前座に欠かせない名ジョバーとして活躍した。

## 来歴
イギリス領のアンティグア島に生まれ、幼少時に家族でニューヨークに移住。ボディビルやウエイトリフティングで体を鍛え、ニューヨーク出身のプエルトリコ系黒人選手ジョニー・ロッズのトレーニングのもと、1971年にデビュー。S・D・ジョーンズ（Special Delivery Jones）のリングネームでWWWFにて活動後、NWAのミッドアトランティック地区では黒人レスラーの先輩ルーファス・ジョーンズの「従兄弟」としてルーズベルト・ジョーンズ（Roosevelt Jones）と名乗り、ルーファスのパートナーとなってミネソタ・レッキング・クルー（ジン・アンダーソン&オレイ・アンダーソン）と抗争した。
1975年よりロサンゼルスのNWAハリウッド・レスリングに参戦し、1月17日にポークチョップ・キャッシュとの黒人コンビでハリウッド・ブロンズ（ジェリー・ブラウン&バディ・ロバーツ）からNWAアメリカス・タッグ王座を奪取。同年の末から1976年にかけてはフロリダ地区にてトム・ジョーンズと組んで活動した。トムとはロサンゼルスでもタッグを組み、1977年にブラック・ゴールドマン&エル・ゴリアスを破ってアメリカス・タッグ王座に2回返り咲いている。
本拠地のWWWFではボボ・ブラジルのパートナーに起用され、1976年下期にジ・エクスキューショナーズ（1号＝キラー・コワルスキー、2号＝ビッグ・ジョン・スタッド）のWWWF世界タッグ王座に幾度となく挑戦。当時WWWFをサーキットしていたスタン・ハンセン&ブルーザー・ブロディ（後のミラクルパワーコンビ）とも対戦した。1978年頃よりWWWF / WWFに定着し、ベビーフェイスの中堅としてミッドカード戦線で活躍。1981年下期には、当時の黒人レスラーのホープだったトニー・アトラスと組んでミスター・サイトー&ミスター・フジのWWFタッグ王座に再三挑戦した。
1982年1月、新日本プロレス『新春黄金シリーズ』において初来日。アブドーラ・ザ・ブッチャー&バッドニュース・アレンとトリオを組み、ブッチャー軍団の一員となってヒールを演じた。同年は4月と10月にも新日本プロレスに来日して、4月開幕の『ビッグ・ファイト・シリーズ』ではハルク・ホーガンとも対戦。また、10月8日の『闘魂シリーズ』開幕戦では長州力の「かませ犬発言」の元となったメインイベントの6人タッグマッチに出場している（アントニオ猪木、藤波辰巳、長州vsブッチャー、アレン、ジョーンズ）。
この時期より、WWFではジョバーを専門に務めるようになり、ヒール選手の引き立て役に徹する。当時のWWFでは、王者ボブ・バックランドの首を狙ってニューヨークに乗り込んできたヒールは、マディソン・スクエア・ガーデンでのデビュー戦でジョーンズを叩きのめし、その強さと悪さを観衆に見せつける…という展開がルーティン化されていた。
1984年に入りビンス・マクマホン・ジュニアの新体制下でWWFの全米侵攻が始まってからもその仕事ぶりは変わらず、1985年3月31日のレッスルマニア第1回大会でキングコング・バンディに9秒で秒殺された試合は、ジョバーを全うした彼のベストワークとして語り草となった。
WWFには1980年代末までレギュラー出場し、1991年に引退した。タイトル戦線に絡むことはもちろん、特定のアングルが用意されることもなく、ひたすらヒール勢の「やられ役」を担い続けたジョーンズだが、その存在感はファンに強く支持され、1990年代にはアクションフィギュアも発売されている。2006年4月1日には、盟友アトラスのWWE殿堂入りのインダクターを務めた。
2008年10月26日、生誕地アンティグア島のセントジョンズにて脳卒中により死去。63歳没。WWEでは、彼を「WWEの影のヒーロー」（WWE’s Unsung Heroes）の一人として称えている。2019年、WWE殿堂のレガシー部門に迎えられた。

## 得意技
- ヘッドバット
- ドロップキック

## 獲得タイトル
NWAハリウッド・レスリング
- NWAアメリカス・タッグ王座：3回（w / ポークチョップ・キャッシュ×1、トム・ジョーンズ×2） [5]

ワールド・レスリング・エンターテインメント
- WWE殿堂（レガシー部門）：2019年[3]